# 조덕영
조덕영(趙德英, 1956년 11월 13일~)은 대한민국의 신학자이며 장로교 목사이다. 현재 창조론오픈포럼의 공동대표이며 창조신학연구소 소장이다. 한국문학연구회 충북지부 사무국장을 역임하였고 과학과 종교의 관계분야에 전문학자로 평가받는다.

## 주요 활동
그는 참기쁜교회의 담임목사로 ACTS, 강남대, 건양대의대 치유신대원, 명지대, 백석대신대원, 한세대신대원 등에서 강의했으며 김천대·안양대·평택대의 겸임교수를 그리고 에일린신학연구원 대학원장을 역임하였다.
캐나다 VIEW 밴쿠버기독교세계관대학원의 설립원장인 양승훈박사와 백석대학교의 박찬호(신학자) 교수등과 더불어 창조론오픈포럼 공동대표로 현재는 창조신학연구소의 소장으로 있다. 자연과학과 신학의 관계를 탐구하는 조직신학자로 자연세계과 신학의 관계를 알리는 일에 집중하고 있다. 한국문학연구회 충북지부 사무국장을 역임한 작가로 기독월간지 새벗에서 편집자문위원이었으며, 한국기독교출판문화상 어린이도서부문 최우수상을 2003년과 2004년 2년간 연속 수상하였다.

## 학력
- 충주중학교
- 고졸검정고시
- 충북대학교 농화학과(현 환경생명화학과)
- 숭실대학교 산업기술대학원(현 안전융합대학원, 환경공학, M.Eng.)
- 성결대학교 신학대학원(M.Div.)
- 평택대학교 신학대학원(Th.M.)
- 평택대학교 피어선신학전문대학원(Th.D., 조직신학)

## 경력
- 한국문학연구회 충북지부 사무국장
- 사단법인 한국창조과학회 대표간사
- 도서출판 창조 편집인
- 월간 새벗 편집자문위원
- 세계로교회 전도사
- 참기쁜장로교회(예장 피어선교단) 담임목사
- 전 김천대학교 겸임교수
- 안양대학교 겸임교수
- 평택대학교 겸임 교수
- 에일린신학연구원 대학원장
- 기독교고전연구회 회원
- 기독교진리수호연구협회 신학전문위원
- 창조론오픈포럼(OFC) 공동대표
- BELL 국제연구소, 창조신앙회복운동 본부장
- 창조신학연구소(KICT) 소장

## 주요 저서 및 공저
- 『과학으로 푸는 창조의 비밀』(국민일보사, 김영길 공저)
- 『자연과학』(생능, 공저, 중보개정판)
- 『공룡의 기원 창조냐 진화냐』(두란노서원)
- 『하나님, 나의 동반자』(국민일보, 공저)
- 『과학으로 하는 전도 과학으로 하는 성경공부』(글마름)
- 『UFO와 신비주의』(두루마리)
- 『성서와 과학자들』(두루마리)
- 『이슈』(처음)
- 『외계생명체 논쟁에 대한 기독교적 대응』(처음)
- 『하나님을 믿은 위대한 과학자들』(겨자씨)
- 『세상을 변화시킨 믿음의 과학자들』(겨자씨)
- 『하나님을 믿은 세계의 부자들』(겨자씨)
- 『공룡 하나님이 만드셨어요』(겨자씨)
- 『과학과 신학의 새로운 논쟁』(예영)
- 『기독교와 과학』(두루마리)
- 『위대한 과학자들이 만난 하나님』(예영)
- 『노아의 대홍수 그 진실을 밝힌다』(에스라서원)
- 『기독교와 창조론』(일용할 양식, 공저)
- 『칼빈과 한국교회』(SFC, 공저)
- 『교회 통찰』(세움북스, 공저)
- 『창조와 과학』 및 『인도자 교재』(두란노서원, 공저)
- 『한국의 신학자들』 1, 편집 안명준 (서울: 아벨서원, 2021) (공저)

## 주요 논문
- 환경·보건측면에서 본 乳製品의 製造工程 및 流通經路(공학석사 논문, 1993)
- 한국의 창조과학 운동 연구(목회학 석사 논문, 1997)
- 외계 생명체 논쟁에 대한 기독교적 대응(신학석사 논문, 2002)
- 과학과 신학의 주요 논쟁점에 대한 복음주의적 해석 (Th. D., 2005)
- 포스트모던 시대 속에서의 지적설계 운동의 위치(서강대 지적설계모임, 2003)
- 공룡 해석의 성경적 모색(명지대, 2004)
- 칼빈의 과학관 (조직신학회, 2004)
- 복음주의 관점에서 본 창조와 과학의 주요 이슈들에 대한 신학적 해석학(2007)
- 21세기 신학의 맥락에서 본 지적설계(서강대 지적설계, 2008)
- 기독교는 과학을 어떻게 볼 것인가?(2008)
- 카발라의 창조론에 대한 기독교적 해석(창조론오픈포럼, 2008)
- 외계 생명체 논쟁과 우주의 연대(창조론오픈포럼, 2008)
- 현대 창조론 논쟁 평가(백석대 교수 세미나, 2008)
- 칼빈주의와 현대과학(2009)
- 지구 연대에 대한 신학적 검토(창조론오픈포럼, 2009)
- 창조과학과 지적설계, 양립은 가능한가?(창조론오픈포럼, 2009)
- 아더 피어선과 변증(평택대 피어선성경신학연구원, 2010)
- 지적설계와 포스트모던 과학(창조론오픈포럼, 2010)
- 복음주의 창조론 운동을 위한 모색(창조론오픈포럼, 2011)
- 빛의 창조에 대한 신학적 이해(한민족재단, 2011)
- 미 항공우주국(NASA)의 외계생명관련 중대 발표에 대한 기독교적 입장(2011)
- 창조 연대 논쟁의 신학적 딜레마(2012)
- 자연계시에 대한 두 관점, 어거스틴과 칼 바르트(2012)
- 베리칩에 대한 신학적 논점(기독교생명윤리학회, 2013)
- 복음을 위한 생명신학과 창조신학(2013)
- 성경과 우리 민족 기원(2013)
- 버트란트 러셀에게 있어 종교와 과학(2014)
- 초기 기독교의 한반도 전래에 대한 신학적 검토(창조신학연구소, 2014)
- 신정론(神正論)의 성경적 해석(창조론오픈포럼, 2015)
- 예수의 자연계시(2015)
- 삼위일체론에 있어 Vestigium Trinitatis에 대한 현대적 검토(2015)
- 성경적 창조 신앙과 현대 기독교 신비주의(2016)
- 오리겐의 창조론의 공과(2017)
- 창조신앙으로 본 인공지능 충격과 4차 산업혁명(2017)
- 한국에서의 창조론 운동(창조론오픈포럼 특집 논문, 양승훈·조덕영, 2017)
- 종교사회학으로 본 창조과학 운동 평가(경희대 한국종교사회학회, 2018)
- 사도 바울의 창조신학(창조론오픈포럼, 2019)
- 유신진화론 어떻게 볼 것인가(서강대 지적설계 포럼, 2019)
- 희년의 법과 헨리 조지의 토지법은 상관이 있는가?(기독교진리수호연구협회, 2019)
- 성경적 건강론이란 무엇인가?(창조신학연구소, 2019)
- 가야는 정말 기독교 국가였나(창조신학연구소, 2019)
- 창세기 1장, 어떻게 해석할 것인가?(기진협, 2020)
- 코로나19의 창조신학(복음주의 조직신학회, 2021)
- 도올 김용옥의 세계관과 창조신앙(개혁신학연구회, 2021)
- 사도 도마의 한반도 선교 주장에 대한 신학적 입장(바른믿음, 2021)

## 수상
- 충북대학교 총장 표창(기초교양종합시험, 총장 정범모)
- 성결교신학대학원 최우등상
- 평택대 피어선신학전문대학원 총장 표창
- 한국기독교출판문화상 어린이도서부문 최우수상(2003)
- 한국기독교출판문화상 어린이도서부문 최우수상(2004)

## 같이 보기
- 한국개혁신학회
- 한국복음주의조직신학회
- 한국장로교신학회
- 한국의 신학자 목록
- 개혁신학자
- 현대신학
- 한국의 신학자 목록
- 박해경
- 박찬호 (신학자)